# G・ラヴ&スペシャル・ソース

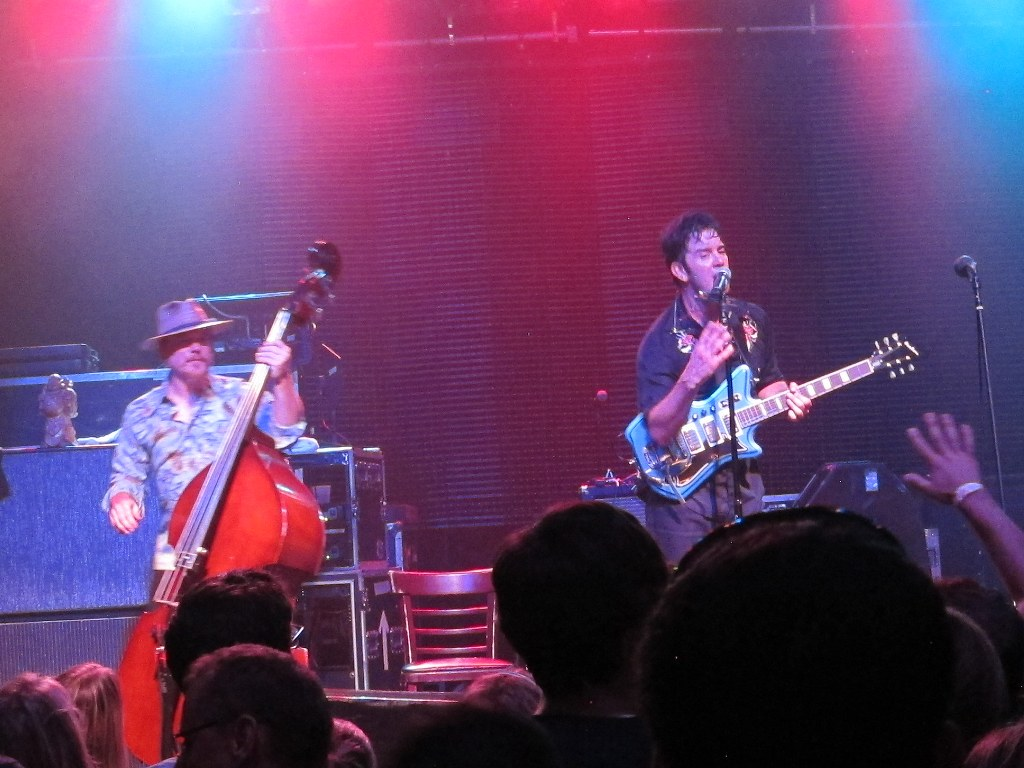
G. Love & Special Sauce, 2015

G・ラヴ&スペシャル・ソース (G. Love & Special Sauce) は、アメリカ・フィラデルフィア出身のオルタナティヴヒップホップバンド。
ジャズやブルースといったルーツ・ミュージックをベースにしつつ、ヒップホップを取り込んだ複合的な音楽性が特徴。陽気でゆったりとしたグルーヴにG・ラヴのラップが合わさったオーガニックな曲調は評価が高く、旧知の仲であるジャック・ジョンソンらと共にサーフ・ミュージック・シーンの代表格としても人気が高い。

## メンバー
- G・ラヴ - 本名：ギャレット・ダットン・三世 (Garrett Dutton III as G. Love) - ボーカル、ギター、ハーモニカ
- ジミー・プレスコット (Jimmie Prescott as Jimi Jazz) - ベース
- ジェフリー・クレメンズ (Jeffrey Clemens as Houseman) - ドラムス

## アルバム
- G. Love and Special Sauce （1994年）
- Coast to Coast Motel （1995年）
- Yeah, It's That Easy （1997年）
- Philadelphonic （1999年）
- Electric Mile （2001年）
- The Best of G. Love and Special Sauce （2002年）
- The Hustle （2004年）
- Lemonade （2006年）
- Superhero Brother （2008年）
- Fixin’ to Die （2011年）
- Sugar （2014年）
- Love Saves the Day （2015年）
- The Juice （2020年）